# IX Sonata fortepianowa Beethovena

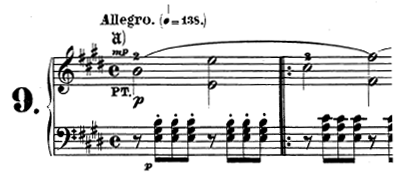
Początek Sonaty op. 14 nr 1

Sonata fortepianowa nr 9 E-dur op. 14 nr 1 Ludwiga van Beethovena to pierwsza z dwóch sonat op. 14, zadedykowanych baronowej Josefie von Braun. Skomponowana została w roku 1798.

## Części utworu
1. Allegro (E-dur)
2. Allegretto (e-moll - C-dur)
3. Rondo. Allegro comodo (E-dur)